# Machaerocrates
Machaerocrates é um gênero de mariposa pertencente à família Acrolepiidae.